# Little Rollright
Little Rollright är en by i civil parish Rollright, i distriktet West Oxfordshire, i grevskapet Oxfordshire, i England. Byn är belägen 19 km från Banbury. Little Rollright var en civil parish fram till 1932 när blev den en del av Rollright. Civil parish hade 10 invånare år 1931. Byn nämndes i Domedagsboken (Domesday Book) år 1086, och kallades då Parva Rollandri.